# Reichswald Forest War Cemetery
Het Reichswald Forest War Cemetery is een militaire begraafplaats in de gemeente Kleef, ten zuiden van de stad, in de Duitse deelstaat Noordrijn-Westfalen. De begraafplaats is gelegen vlak over de grens bij Nijmegen en ligt in het Reichswald. Het is met 7654 graven de grootste begraafplaats van het Gemenebest in Duitsland. Van deze 7654 graven zijn er 176 ongeïdentificeerd. Hier rusten voornamelijk militairen met de Britse nationaliteit. Echter zijn er ook 1239 graven van militairen met een andere nationaliteit voornamelijk uit Canada, Nieuw-Zeeland, Polen en Australië.

## Geschiedenis
Kort na de Tweede Wereldoorlog werd door de "Commonwealth War Graves Commission (CWGC)" besloten dat een stuk grond in de bossen van het Reichswald als begraafplaats moest dienen voor duizenden gesneuvelden militairen in Duitsland. Het ontwerp van de begraafplaats komt van Philip Dalton Hepworth. Duitse krijgsgevangenen die onder Canadees toezicht stonden verrichtten een belangrijk deel van de werkzaamheden.

## Canada
Opmerkelijk is dat er één Canadese landmachtsoldaat begraven ligt. Generaal Crerar, commandant van de Canadese landmacht in Europa, had namelijk bevolen dat er op Duits grondgebied geen gesneuvelde militairen van de Canadese landmacht begraven zouden worden. Enkele duizenden Canadese militairen die voornamelijk in Duitsland gesneuveld zijn, werden begraven in Groesbeek op het Groesbeek Canadian War Cemetery. In totaal liggen er 2331 Canadezen begraven.

## Koninkrijk der Nederlanden
Op de begraafplaats staan twee witte stenen met daarin de Nederlandse leeuw en daaronder de tekst "Koninkrijk der Nederlanden". Hier rusten twee Nederlandse militairen, te weten:
- Arend Jan Schuurman, geboren 29 december 1924 te Dinxperlo. Overleden 28 april 1945 te Bedburg-Hau. (Vak 59, rij A, nummer 18)
- Johannes Vlug, geboren 17 september 1917 te Schoten. Gesneuveld op 5 maart 1945 te Xanten. (Vak 31, rij G, nummer 17)

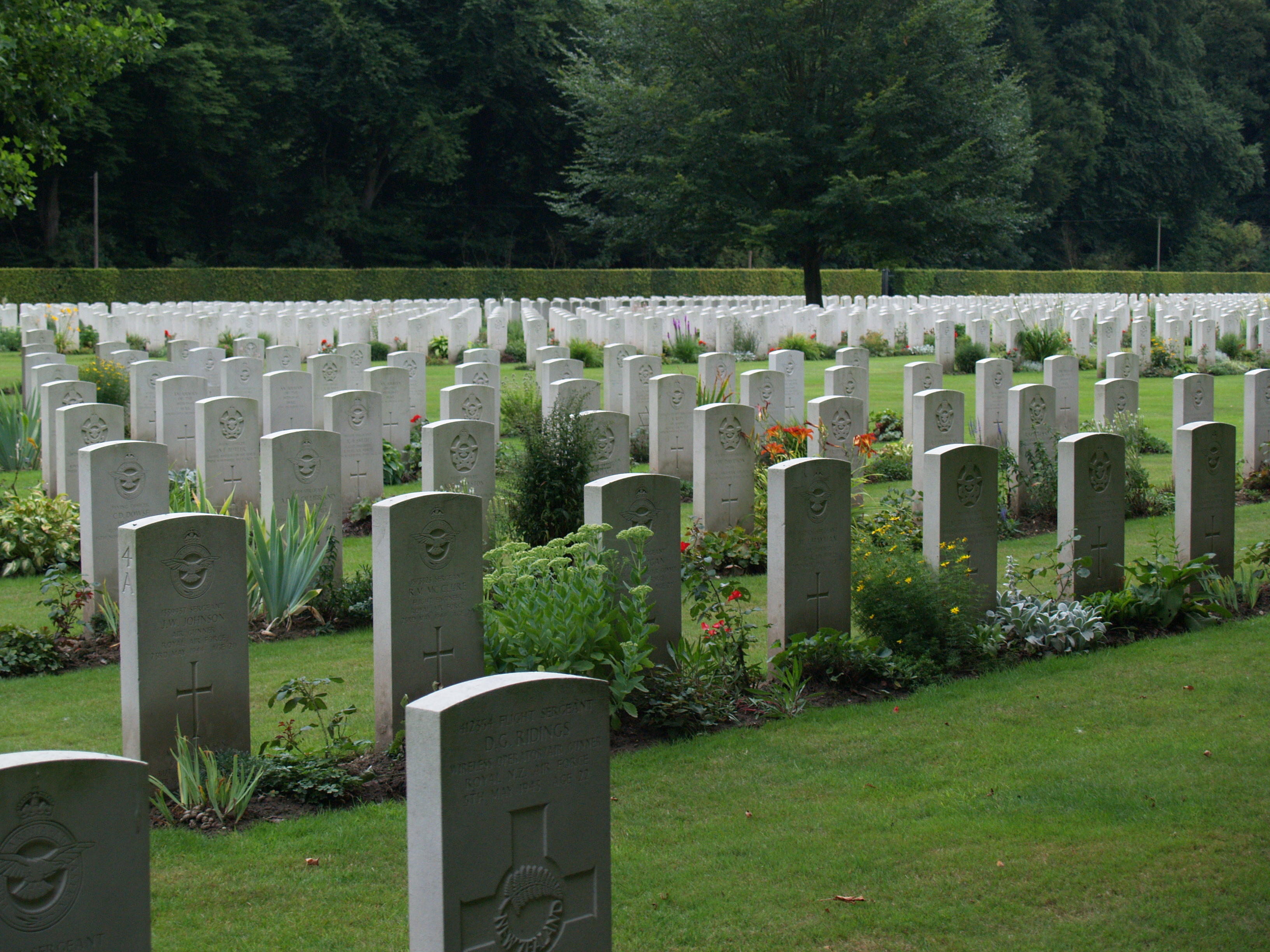
Overzicht van graven, met op de achtergrond het Reichswald
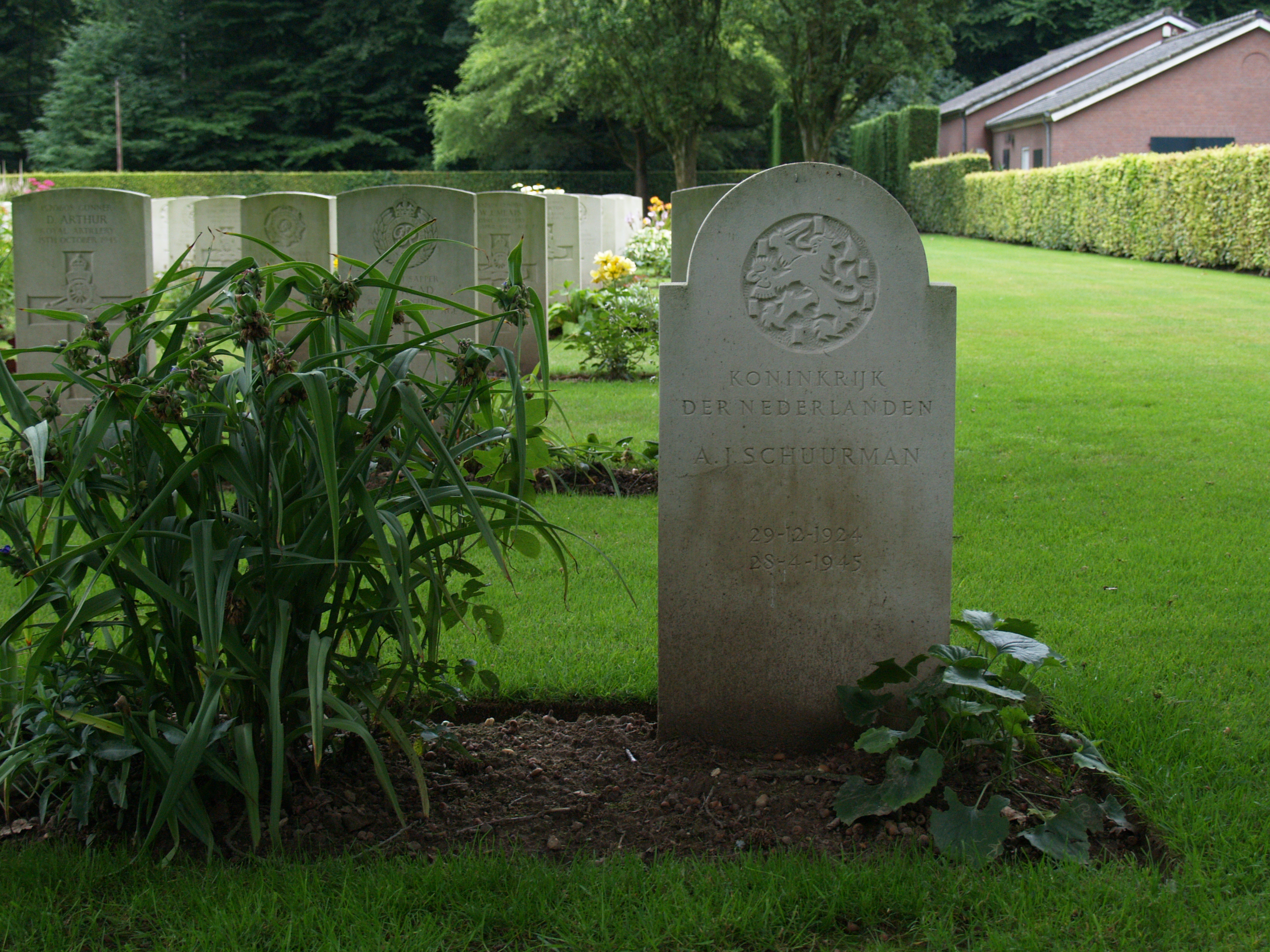
Graf van de Nederlander Arend Jan Schuurman
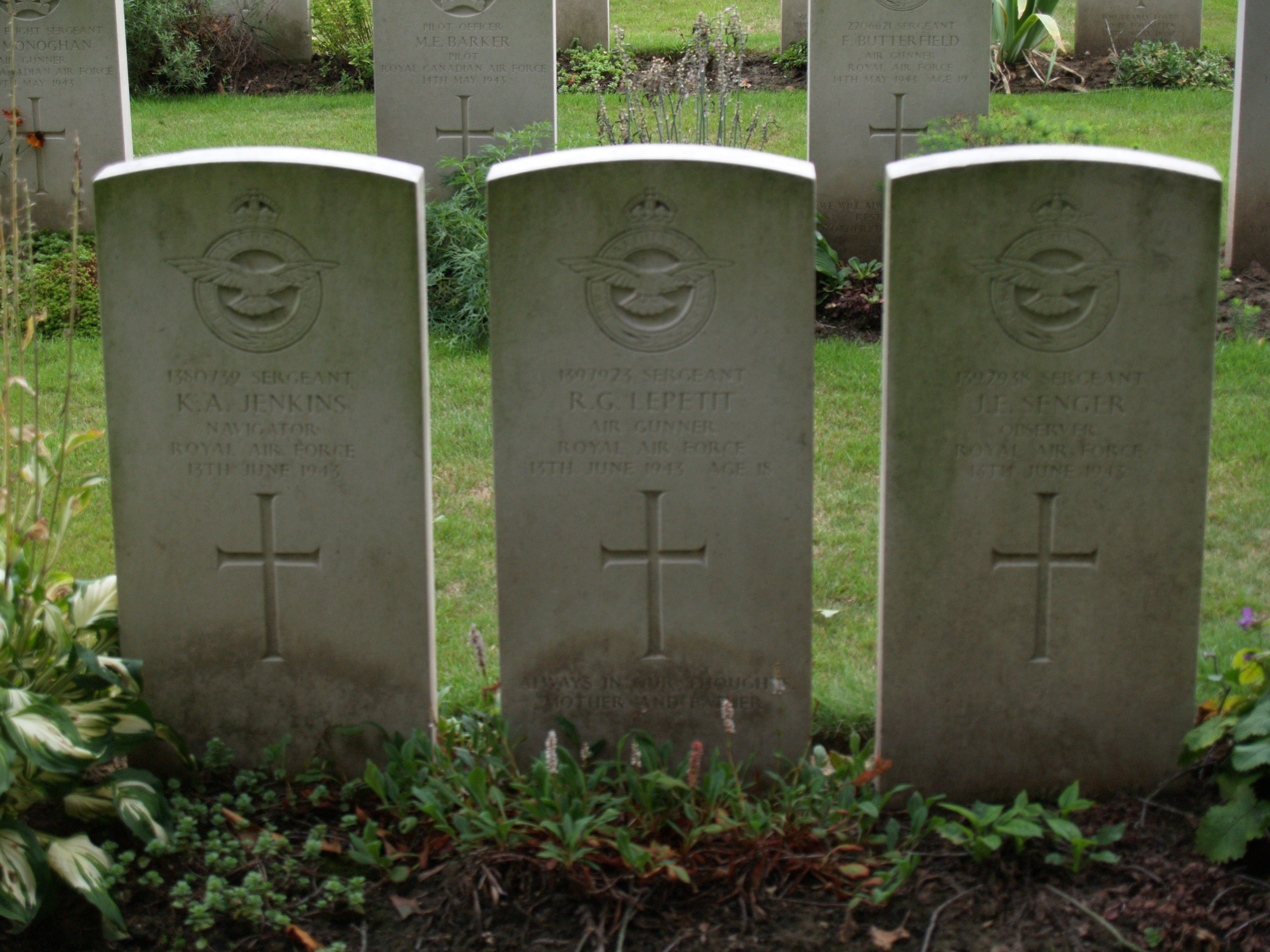
Drie mannen die samen om het leven kwamen, toen hun vliegtuig werd neergeschoten